# Novo Selo (Leskovac)
Pour les articles homonymes, voir Novo Selo.
Novo Selo (en serbe cyrillique : Ново Село) est un village de Serbie situé sur le territoire de la ville de Leskovac, district de Jablanica. Au recensement de 2011, il comptait 36 habitants.

## Démographie
| 1948  | 1953  | 1961  | 1971 | 1981 | 1991 | 2002 | 2011 |
| ----- | ----- | ----- | ---- | ---- | ---- | ---- | ---- |
| 1 137 | 1 043 | 1 000 | 868  | 538  | 248  | 120  | 36   |

|  |